# Chad Carvin
Chad Robb Carvin (Laguna Hills, 13 aprile 1977) è un ex nuotatore statunitense.

## Carriera
Forte sia in vasca lunga che in vasca corta, predilesse lo stile libero per tutta la durata della sua carriera, all'apice della quale fece parte delle staffetta che vinse la medaglia d'argento nella 4x200m stile libero alle Olimpiadi di Sydney 2000.

## Palmarès
- Giochi olimpici

Sydney 2000: argento nella 4x200m stile libero.
- Mondiali

Fukuoka 2001: bronzo nella 4x200m libero.
- Mondiali in vasca corta

Götebörg 1997: argento nei 400m stile libero.
Atene 2000: oro nei 400m stile libero e nella 4x200m stile libero e bronzo nei 200m e 1500m stile libero.
Mosca 2002: bronzo nei 400m stile libero e nella 4x200m stile libero.
Indianapolis 2004: oro nella 4x200m stile libero e argento nei 400m stile libero.

### Coppa del Mondo
- Vincitore della Coppa del Mondo dei 400m sl nel 2000
- Vincitore della Coppa del Mondo dei 1500m sl nel 2000